# Пісочний
Пісо́чний (рос. Песочный, ерз. Песочной) — селище у складі Ічалківського району Мордовії, Росія. Входить до складу Ладського сільського поселення.

## Населення
Населення — 6 осіб (2010; 16 у 2002).
Національний склад (станом на 2002 рік):
- росіяни — 94 %